# Srednjovjekovni armenski jezik
Srednjoarmenski jezik (Miǰin hayerên; ISO 639-3: axm), izumrli armenski jezik indoeuropske porodice, koji se između 11. i 15. stoljeća govorio u istočnoj Anatoliji, na području današnje Turske i Armenije